# Ngaka Modiri Molema
Ngaka Modiri Molema is een district in Zuid-Afrika.
Het ligt in de provincie Noordwest  en telt 842.699 inwoners.

## Gemeenten in het district[4]
- Ditsobotla
- Mahikeng
- Ramotshere Moiloa
- Ratlou
- Tswaing